# Loranca de Tajuña
Loranca de Tajuña – gmina w Hiszpanii, w prowincji Guadalajara, w Kastylii-La Mancha, o powierzchni 36,66 km². W 2011 roku gmina liczyła 1388 mieszkańców.